# Follo (Noruega)
Follo (pronunciada /'folu/ o /'fulu/) es uno de los distritos tradicionales del municipio de Akershus, Noruega. Está situado entre Oslo y Østfold. Casi 116 000 habitantes viven en una zona de unos 819 km². Consta de los municipios de Nesodden, Frogn, Oppegård, Ski, Vestby, Ås y Enebakk.
El centro regional de Follo es Ski, que es también el pueblo más grande del distrito. Los municipios de Nesodden, Oppegård, Ås, Frogn y Vestby tienen costa con el fiordo de Oslo. Muchos de los pueblos de Follo están situados a lo largo de esta costa, como Nesoddtangen, Drøbak y Son, y además hay playas muy frecuentadas en verano. En el interior hay muchos bosques y granjas. En invierno hay buenas oportunidades de esquí en Østmarka y Sørmarka, y se puede ir a esquiar sobre nieve artificial en Drøbak y en los campos de golf cerca de la granja de Østre Greverud.
Follo consta de dos distritos judiciales, Indre Follo y Ytre Follo.